# Lupé
Lupé è un comune francese di 328 abitanti situato nel dipartimento della Loira della regione dell'Alvernia-Rodano-Alpi.

## Storia

### Simboli
Lo stemma si ispira al blasone della famiglia Gaste de Luppé (partito: il 1° d'oro; il 2° d'azzurro, a tre fasce di rosso) con l'aggiunta del lupo che ha dato origine al toponimo del comune e ne è diventato il simbolo.

## Società

### Evoluzione demografica
Abitanti censiti